# بوگابو اسپایر
بوگابو اسپایر قله ای در رشته کوه بوگابوها در کانادا است که بین یخچال‌های طبیعی Vowell و Crescent قرار دارد. این کوه اولین بار در سال ۱۹۱۶ توسط کنراد کین صعود شد.